# تجمع مالي للعمل
التجمع المالي للعمل (بالفرنسية: Rassemblement malien pour le travail)‏ هو حزب سياسي في مالي. يقود الحزب عبد الله ماكو.
في الانتخابات البرلمانية لعام 2002، كان الحزب جزءًا من تحالف «التقارب للتناوب والتغيير». ومع ذلك فقد قام بتقديم قوائم منفصلة. كان للحزب قوائم منفصلة في جاو، باندياجارا، يوارو، دوينتزا، نيافونكي، تومبوكتو وجورما-راروس. في دائرة كولوكاني الانتخابية كان له قائمة مشتركة مع حزب الرحمة. في كاديولو كان لديه قائمة مشتركة مع كتلة الديمقراطية والتكامل الأفريقي.
اعتبارًا من عام 2001، كان الحزب هو الطرف الوحيد في البلاد الذي استوفى معايير التمويل الحكومي، أي وجود هيئات تشريعية ومكتب منفصل وحسابات مناسبة على أموال الحزب. 
خاض الحزب انتخابات 2013 البرلمانية،  لكنه فشل في الفوز بمقعد.